# フリーデル振動

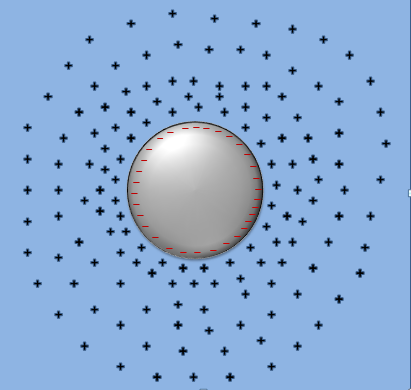
正イオンプール中の負に電荷した粒子の遮蔽

フリーデル振動（英: Friedel oscillation）は、フェルミ気体やフェルミ液体の欠陥により起こる金属系や半導体系の局所的な摂動に由来する。この名はフランスの物理学者Jacques Friedelにちなむ。イオンプール内の荷電種の電荷遮蔽と量子力学的に類似したものである。電荷遮蔽がイオンプールの構造を記述するために点実体の処理を用いるのに対し、フェルミ液体やフェルミ気体中のフェルミオンを記述するフリーデル振動は、準粒子や散乱の処理を必要とする。このような振動は摂動付近のフェルミオン密度の特徴的な指数関数的減衰を示し、その後、sinc関数に似た正弦波的な減衰が続く。

## 散乱の説明
金属や半導体の中を移動する電子は、平面波のような波動関数を持つフェルミ気体の自由電子のように振る舞う。つまり、
{\displaystyle \psi _{\boldsymbol {k}}({\boldsymbol {r}})={\frac {1}{\sqrt {\Omega }}}\exp(i{\boldsymbol {k}}\cdot {\boldsymbol {r}})}.
金属中の電子は、電子はフェルミオンでありフェルミ・ディラック統計に従うため、通常の気体中の粒子とは異なる振る舞いをする。この振る舞いは、気体中の全てのk状態が反対のスピンを持つ2つの電子によってのみ占有されることを意味する。占有状態は一定のエネルギー準位、いわゆるフェルミエネルギーまでバンド構造 k 空間の球を満たす。k空間の球の半径kFは、フェルミ波動ベクトルと呼ばれている。
金属や半導体に外来原子、いわゆる不純物が埋め込まれている場合、固体中を自由に移動する電子は不純物の偏向電位により散乱される。散乱の過程で、電子波動関数の初期状態の波動ベクトルkiは、最終状態の波動ベクトルkfに散乱される。電子気体はフェルミ気体であるため、フェルミ準位に近いエネルギーを持つ電子のみが散乱過程に関わるが、これは散乱状態に跳ぶための空の最終状態が必要であるからである。フェルミエネルギー EFよりもずっと低いエネルギーを持つ電子は、非占有状態に跳ぶことができない。散乱されるフェルミ準位周辺の状態は、k値や波長の限られた範囲を占有する。そのため、フェルミエネルギー付近の限られた波長の範囲内の電子だけが散乱され、結果として不純物の周りでは
{\displaystyle \rho (\mathbf {r} )=\rho _{0}+\delta n{\frac {\cos(2k_{\rm {F}}|\mathbf {r} |+\delta )}{|\mathbf {r} |^{3}}}}.
のような密度変調が生じる。

## 定性的な説明

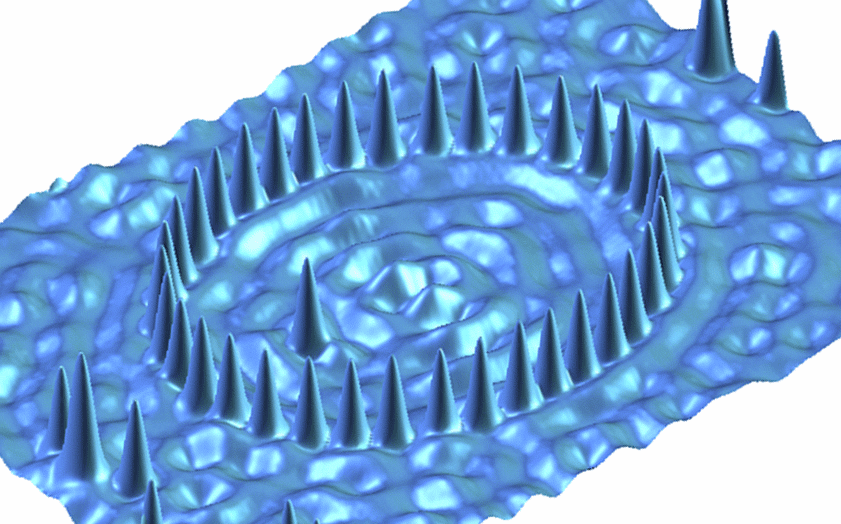
走査型トンネル顕微鏡による、Cu表面上にCo原子により作られた楕円形の量子柵(quantum corral)の画像

電荷遮蔽の古典的なシナリオでは、帯電した物体が存在すると、可動電荷を運ぶ流体で電場の減衰が観察される。電荷遮蔽では流体中の可動電荷を点として考えるため、これらの電荷の濃度は点からの距離に対して指数関数的に減少する。この現象はポアソン＝ボルツマン方程式により支配されている。1次元フェルミ流体中の摂動の量子力学的な記述は、朝永–ラッティンジャー液体によりモデル化される。遮蔽に関わる流体中のフェルミオンは点の実体と考えることができず、記述するためには波動ベクトルが必要である。摂動から離れた電荷密度は連続体ではなく、摂動から離れた離散的空間にフェルミオンが配置されている。この効果が不純物の周りに円状の波紋を作る原因となっている。
注記：古典的には荷電摂動の地殻で圧倒的な数の逆に荷電した粒子が観測されるが、フリーデル振動の量子力学的シナリオでは、同じ荷電領域を持つ空間に続いて逆に荷電したフェルミオンの周期的配列が観測される。
右の図において、2次元のフリーデル振動がきれいな表面のSTM画像で示されている。この画像は表面でとられているため、電子密度の低い領域は原子核が「露出」したままになっており、結果として正味正の電荷が発生している。